# زوهر
زَوْهَر (الاسم العلمي: Venus)، جنس من الرخويات الصغيرة التي تعيش في المياه المالحة وتنتمي إلى فصيلة الزوهريات.